# 이선 암파두
이선 콰메 컴 레이먼드 암파두(Ethan Kwame Colm Raymond Ampadu, 2000년 9월 14일 ~ )는 웨일스의 축구 선수로 현재 잉글랜드 EFL 챔피언십의 리즈 유나이티드 소속이다.